# Mykola Jarošenko
Mykola Oleksandrovič Jarošenko (ukrajinsky Микола Олександрович Ярошенко, rusky Николай Александрович Ярошенко; Nikolaj Alexandrovič Jarošenko 13. prosince 1846 Poltava – 7. července 1898 Kislovodsk) byl ukrajinský malíř. Byl představitelem realismu, patřil k Peredvižnikům a proslavil se zejména svými portréty a žánrovými obrazy.

## Život
Narodil se ve městě Poltava, tehdy náležející Ruskému impériu (nyní Ukrajina). Jeho otec byl důstojník carské armády. I Mykola si nejprve vybral vojenskou kariéru a studoval proto na kadetské akademii v Poltavě a později na Michailovské vojenské dělostřelecké akademii v Petrohradu. Souběžně ale studoval též umění na Kramského škole kreslení a na petrohradské císařské akademii umění (1867–1874). V roce 1876 se stal předním členem skupiny ruských malířů zvaných Peredvižnici. Za svou integritu a dodržování zásad tvorby si vysloužil přezdívku „svědomí peredvižniků“. Do civilu odešel v roce 1892 jako generálmajor. Pozdější roky strávil v Kislovodsku v kavkazských horách, kam se přestěhoval v naději, že čistý vzduch mu pomůže v boji s tuberkulózou. Na ni v Kislovodsku nakonec i zemřel a byl tam pohřben. V souladu s vůlí jeho ženy, Marie Pavlovny, byla sbírka jeho obrazů odkázána městské poltavské galerii umění v roce 1917. Skládala se z více než 100 obrazů a 23 skicářů a také mnoha děl jiných Peredvižniků. Tvoří základ dnešního Poltavského muzea umění.